# Hilsenheim
Hilsenheim je občina v departmaju Bas-Rhin francoske regije Alzacija.
Leta 1990 je v občini živelo 1 788 oseb oz. 90 oseb/km².